# Мокре (Замойский повет)
Мокре (пол. Mokre) — деревня в Замойском повете Люблинского воеводства Польши. Входит в состав гмины Замость. Находится примерно в 5 км к юго-западу от центра города Замосць. По данным переписи 2011 года, в деревне проживало 999 человек.
В 1975—1998 годах деревня входила в состав Замойского воеводства.

## Население
Демографическая структура по состоянию на 31 марта 2011 года:
|         | Всего | До трудоспособного возраста | Трудоспособного возраста | Старше трудоспособного возраста |
| ------- | ----- | --------------------------- | ------------------------ | ------------------------------- |
| Мужчины | 491   | 92                          | 344                      | 55                              |
| Женщины | 508   | 97                          | 305                      | 106                             |
| Всего   | 999   | 189                         | 649                      | 161                             |